# 伏爾加格勒羅托爾足球俱樂部
羅達伏爾加格勒足球會（俄语：ФК Ротор Волгоград）是俄羅斯的一家足球俱樂部。主場位於伏爾加格勒。球隊參加俄羅斯足球超級聯賽的賽事。

## 外部連結
- （俄文） Official website
- （俄文） Fans' website （页面存档备份，存于）
- （俄文） Fans' website Oleg Veretennikov,FC Rotor
- ROTOR Fans History on fan site （页面存档备份，存于）
- （英文） Rotor's Return: Goals, Ghosts and Stalingrad （页面存档备份，存于）